# Brunhuvad vireo
Brunhuvad vireo (Hylophilus brunneiceps) är en fågel i familjen vireor inom ordningen tättingar.

## Utseende och läte
Brunhuvad vireo är en liten medlem av familjen med brunaktig hjässa, olivgrön ovansida och gråvit undersida. Sången består av en serie nedåtböjda visslingar.

## Utbredning och systematik
Fågeln förekommer från östra Colombia till södra Venezuela och nordvästra Brasilien. Den behandlas som monotypisk, det vill säga att den inte delas in i några underarter.

## Levnadssätt
Brunhuvad vireo hittas i savannskogsmiljöer, vitsandsskog och i säsongsmässigt översvämmade skogar. Där födosöker den aktivt i de mellersta skikten, ibland som en del av kringvandrande artblandade flockar.

## Status
Arten har ett stort utbredningsområde och beståndet anses vara stabilt. Internationella naturvårdsunionen IUCN listar den därför som livskraftig (LC).